# Monte Great Sitkin
Il Great Sitkin è uno stratovulcano statunitense che occupa la parte settentrionale dell'omonima isola delle Andreanof, nell'arcipelago delle Aleutine, in Alaska.
Il vulcano, ampiamente eroso dai ghiacci, è costituito da un alternarsi e sovrapporsi di caldere e duomi vulcanici che costituiscono la struttura a stratovulcano. Di forma ovale, è il risultato dell'accrescimento di un cono parassita nato dalla caldera di un precedente vulcano tanto che il picco di maggior rilievo si trova sul bordo della stessa.